# Frank Avruch
Franklin Avruch, artisticamente conhecido como Frank Avruch (Boston, 21 de maio de 1928 - Boston, 20 de março de 2018), foi um ator norte-americano.  Ele atuou como o palhaço Bozo de 1959 a 1970.
Interpretou o Bozo na TV WHDH de Boston, nos programas: “Bozo’s Circus” de 1959 a 1965, “Bozo The Clown” de 1965 a 1966 e no “Big Top Bozo” de 1966 a 1970. Também atuou no telefilme "Summer Solstice" (1981) e no documentário "The Caroll Spinney Story" (2014).

## Ligação externa
- IMDB